# 天寿 (于闐)
天寿（てんじゅ）は、于闐で使用された元号。使用年代不詳。

## 考証
天寿は敦煌で発見された于闐語及び漢文文書の双方に記載があるが、使用年代に直接結び付く記述がなく、使用年代に関しては定説がない。
井之口泰淳は于闐音韻からの考察により天質を正しい表記とし、尉遅僧伽羅摩の治世に比定し、その期間を983年-1006年頃としている。
これに対し哈密屯は漢文史料の天寿を正式表記とし、その時期を999年-1001年（若しくは1005年頃）としている。
孟凡人は改元年を999年とし、その下限については不明であるが、現在、天寿3年の史料が存在していることを指摘し、同時に尉遅僧伽羅摩の継承者が使用した年号であり、于闐の尉遅系統の末代君主の時代であると発表している。
張広達及び李新江などは天寿は同慶、天興に続く、于闐第3番の元号に比定し、使用期間を963年-966年とする学説を発表している。